# Kollya
Kollya (auch: Kollia) ist ein Weiler in der Landgemeinde Sarkin Yamma in Niger.

## Geographie
Der Weiler befindet sich rund einen Kilometer nordöstlich des Hauptorts Sarkin Yamma der gleichnamigen Landgemeinde, die zum Departement Madarounfa in der Region Maradi gehört. Kollya ist Teil der Übergangszone zwischen Sahel und Sudan. Die durchschnittliche jährliche Niederschlagsmenge beträgt hier zwischen 400 und 500 mm.

## Bevölkerung
Bei der Volkszählung 2012 hatte Kollya 234 Einwohner, die in 33 Haushalten lebten. Bei der Volkszählung 2001 betrug die Einwohnerzahl 132 in 19 Haushalten.
Die Bevölkerungsdichte in diesem Gebiet ist für nigrische Verhältnisse hoch.

## Wirtschaft und Infrastruktur
Das Gebiet der Ebenen im südlichen Teil der Region Maradi, in dem die Siedlung liegt, ist von einer anhaltenden Degradation der ackerbaulichen Flächen gekennzeichnet, die mit der hohen Bevölkerungsdichte in Zusammenhang steht. Von Kollya führt die 18,02 Kilometer lange Route 427 nach Guidan Sori. Es handelt sich um eine einfache Erdstraße.